# Perfect Sisters
Perfect Sisters (bra Duas Irmãs) é um filme estadunidense de 2014, do gênero drama policial, dirigido por Stanley M. Brooks, com roteiro de Fab Filippo e Adam Till.
O filme é estrelado por Abigail Breslin e Georgie Henley. O filme foi lançado em 11 de abril de 2014 e baseado em um crime real, ocorrido em janeiro de 2003 no Canadá.
No Reino Unido, o filme foi distribuído como Deadly Sisters.

## Sinopse
Em 18 de janeiro de 2003, a polícia é alertada por um telefonema desesperado de duas perturbadas adolescentes; as meninas chegaram à sua casa em Toronto e encontraram sua mãe morta. A mulher é uma alcoólatra de 44 anos, que ingeriu uma mistura de bebida e remédios, e consequentemente morreu afogada em sua banheira. A morte foi considerada acidental pelas autoridades. Nos meses que se seguiram, no entanto, a polícia recebe alertas de rumores e relatos de que as adolescentes tinham contado para amigos que o acidente seria forjado. A polícia abre a investigação novamente, e conclui que as irmãs planejaram friamente a morte na mãe, no intuito de se mudar e não ter mais contato com os namorados abusivos da mulher, fugindo de um ambiente familiar violento e desestruturado.

## Elenco
- Abigail Breslin como Sandra
- Georgie Henley como Beth
- Mira Sorvino como Linda / Mãe Perfeita
- James Russo como Steve Bowman
- Rusty Shwimmer como tia Martha
- Zoë Belkin como Ashley
- Jeffrey Ballard como Justin
- Stephan James como Donny
- Zak Santiago como det. Santiago Gates
- Spencer Breslin como primo Derek